# سیرک چارلی

اسکرین شات فامیکام

سیرک چارلی |サーカスチャーリー|Sākasu Chārī، یک بازی اکشن است که در ابتدا توسط کونامی در سال ۱۹۸۴ در آرکید منتشر شد. بازیکن کنترل یک دلقک سیرک به نام چارلی را در شش مینی گیم مختلف با مضمون سیرک دارد. در همان سال برای ام‌اس‌ایکس منتشر شد و پس از آن در سال ۱۹۸۶ توسط کمودور ۶۴ در سال ۱۹۸۷ ارائه شد.

## گیم‌پلی
در بازی شش مرحله منظم (به علاوه یک مرحله اضافی) از وظایف مختلف وجود دارد که قرار است توسط چارلی تکمیل شود. گرفتن کیسه های پول ، انجام ترفندهای خطرناک، دوری از دشمنان، تکمیل مراحل و غیره، امتیاز چارلی را کسب می کند. پس از اتمام مرحله ششم، بازی دوباره شروع می شود، اما با سرعتی سریعتر و سطوح دشوارتر (اما دقیقاً از نظر کار باید یکسان باشد).
چارلی همچنین با زمان مسابقه می دهد. امتیازات جایزه با توجه به زمان باقی مانده تعلق می گیرد، اما تمام شدن زمان به قیمت جان بازیکن تمام می شود.

## مراحل
نسخه استاندارد آرکید در مجموع دارای ۶ مرحله است. مراحل ۱، ۲، ۴ و ۵ دارای ۵ مرحله فرعی هستند. مرحله ۳ شامل ۷ مرحله فرعی است. هر مرحله فرعی دشوارتر می شود. مرحله ۶ نیز دارای ۵ مرحله فرعی است، اما تا زمانی که کاربر زندگی داشته باشد تکرار می شود.